# Cyclopentadienylcobaltdicarbonyl
Cyclopentadienylcobaltdicarbonyl ist ein Halbsandwichkomplex des Cobalts. Da es über zwei Kohlenstoffmonoxid-Liganden verfügt, gehört es auch zu den Carbonylkomplexen.

Strukturformel von Cyclopentadienylcobaltdicarbonyl mit Darstellung des Polyhapto-Ligand

## Herstellung
Cyclopentadienylcobaltdicarbonyl kann durch Reaktion von Dicobaltoctacarbonyl mit Cyclopentadien hergestellt werden. Eine Alternative ist die Umsetzung von Cobaltocen mit Kohlenstoffmonoxid bei hoher Temperatur und hohem Druck.

## Eigenschaften
Cyclopentadienylcobaltdicarbonyl ist eine tiefrote Flüssigkeit. Es ist luftempfindlich und löst sich in vielen organischen Lösungsmitteln.

## Reaktionen
Cyclopentadienylcobaltdicarbonyl katalysiert eine große Bandbreite von Reaktionen, insbesondere [2+2+2]-Cycloadditionen. Dazu gehört die Herstellung von Benzocycloalkenen aus einem α,ω-Diin und einem Alkin, was auch zur Herstellung von Anthracyclinen und Protoberberin-Alkaloiden verwendet wurde. Auch die Cyclotrimerisierung von Endiinen ist möglich, wodurch bei passender Stellung der Mehrfachbindungen zueinander komplizierte polycyclische Verbindungen synthetisiert werden können. Dieses Prinzip wurde beispielsweise in einer Synthese von Estron verwendet. Durch Verwendung eines Nitrils statt eines Alkins können Pyridine synthetisiert werden. Daneben sind auch Reaktionen unter Einbau eines Kohlenmonoxid-Liganden bekannt, wodurch Cyclopentadienone zugänglich sind. Neben der Verwendung als Katalysator eignet es sich auch als Edukt für die Synthese anderer verwandter Komplexe.